# Longí (cònsol 486)
Flavi Longí (en llatí: Flavius Longinus, floruit 475–491) va ser un polític de l'Imperi Romà d'Orient, germà de l'emperador Zenó i dues vegades cònsol (el 486 i el 490).

## Biografia
Longí provenia de la regió d'Isàuria, a Àsia Menor. El seu pare era conegut com Kodisa (com testifica el patronímic del seu germà "Tarasicodissa"), la seva mare era Lallis o Lalis i la seva dona es deia Valeria amb la qual va tenir una filla anomenada Longina.
Quan el seu germà, l'emperador Zenó, va ser deposat per Basilisc i perseguit per l'exèrcit imperial a Isàuria (475), Longí va ser capturat pel general isauri Il·los i retingut com a presoner durant una dècada. Il·los, que havia estat un seguidor de Basilisc però després es va passar al bàndol de Zenó, va utilitzar a Longí per a mantenir a Zenó sota control. L'any 483, quan Zenó va demanar l'alliberament de Longí, Il·los es va negar començant la rebel·lió que el va portar a la mort.
Després de ser alliberat el 485, Longí va començar una carrera militar, sent ascendit al lloc de magister militum praesentialis (485) i nomenat cònsol dues vegades, el 486 i el 490. Va dirigir una campanya militar contra els macrons i va ser generós amb els ciutadans de Constantinoble, pagant quatre nous ballarins per a les faccions de l'hipòdrom en substitució d'uns altres més vells.
A la mort de Zenó el 491, Longí era un dels candidats per a la successió, però el seu origen isauri, que ja havia causat problemes a Zenó, el perjudicava. Ariadna, la vídua de Zenó, va triar a Anastasi I, un oficial de l'exèrcit, com a nou marit i emperador.
Longí llavors va promoure una revolta a Isauria, coneguda com la guerra isàurica. Anastasi el va forçar a prendre els vots i el va exiliar a la Tebaida, a Egipte, per a després derrotar el 492 a l'exèrcit rebel dirigit per Longí de Cardala i finalment acabar amb les últimes restes de la revolta sis anys més tard amb la mort del seu últim dirigent, Longí de Selino. La mare de Longí es va retirar a un monestir de Brochthi a la Bitínia davant la notícia de l'exili del seu fill.